# Marcelo Pérez
Marcelo de la Cruz Pérez Mosqueira (Luque, 23 marzo 2001) è un calciatore paraguaiano, attaccante dello Sp. Luqueño in prestito dall'Huracán.

## Carriera

### Club
Pérez è cresciuto nel settore giovanile dello Sp. Luqueño, con cui ha debuttato il 1º aprile 2019 contro il River Plate in División Profesional. È entrato a far parte definitivamente della prima squadra nel 2023, quando ha realizzato 13 reti in 29 partite in prima divisione.
Il 28 agosto 2023 è stato acquistato a titolo definitivo dall'Huracán.

### Nazionale
Nel gennaio del 2024 è stato convocato dalla nazionale olimpica paraguaiana per disputare il Torneo Pre-Olimpico CONMEBOL, che ha vinto.
Successivamente, sempre nel 2024, ha partecipato ai Giochi Olimpici di Parigi.

## Statistiche

### Presenze e reti nei club
Statistiche aggiornate al 2 aprile 2024.
| Stagione        | Squadra         | Campionato      | Campionato | Campionato | Coppe nazionali | Coppe nazionali | Coppe nazionali | Coppe continentali | Coppe continentali | Coppe continentali | Altre coppe | Altre coppe | Altre coppe | Totale | Totale | Totale |
| Stagione        | Squadra         | Comp            | Pres       | Reti       | Comp            | Pres            | Reti            | Comp               | Pres               | Reti               | Comp        | Pres        | Reti        | Pres   | Reti   |        |
| --------------- | --------------- | --------------- | ---------- | ---------- | --------------- | --------------- | --------------- | ------------------ | ------------------ | ------------------ | ----------- | ----------- | ----------- | ------ | ------ | ------ |
| 2019            | Sp. Luqueño     | PD              | 5          | 1          | CP              | 0               | 0               |                    | -                  | -                  |             | -           | -           | 5      | 1      |        |
| 2020            | Sp. Luqueño     | PD              | 3          | 0          |                 | -               | -               |                    | -                  | -                  |             | -           | -           | 3      | 0      |        |
| 2021            | Sp. Luqueño     | PD              | 6          | 0          | CP              | 0               | 0               |                    | -                  | -                  |             | -           | -           | 4      | 0      |        |
| 2021            | Sp. Luqueño     | D2              | ?          | ?          | CP              | 0               | 0               |                    | -                  | -                  |             | -           | -           | ?      | ?      |        |
| 2023            | Sp. Luqueño     | PD              | 29         | 13         | CP              | 1               | 1               |                    | -                  | -                  |             | -           | -           | 30     | 14     |        |
| 2023            | Huracán         | PD              | 0          | 0          | CA+CdL          | 2+10            | 0               | CL+CS              | 0                  | 0                  |             | -           | -           | 12     | 0      |        |
| 2024            | Huracán         | PD              | 0          | 0          | CA+CdL          | 0+6             | 0               |                    | -                  | -                  |             | -           | -           | 6      | 0      |        |
| Totale carriera | Totale carriera | Totale carriera | 43+        | 14+        |                 | 17              | 1               |                    | 0                  | 0                  |             | -           | -           | 60+    | 15+    |        |

## Palmarès

### Nazionale
- Torneo preolimpico CONMEBOL: 1

2024